# Motor de riego

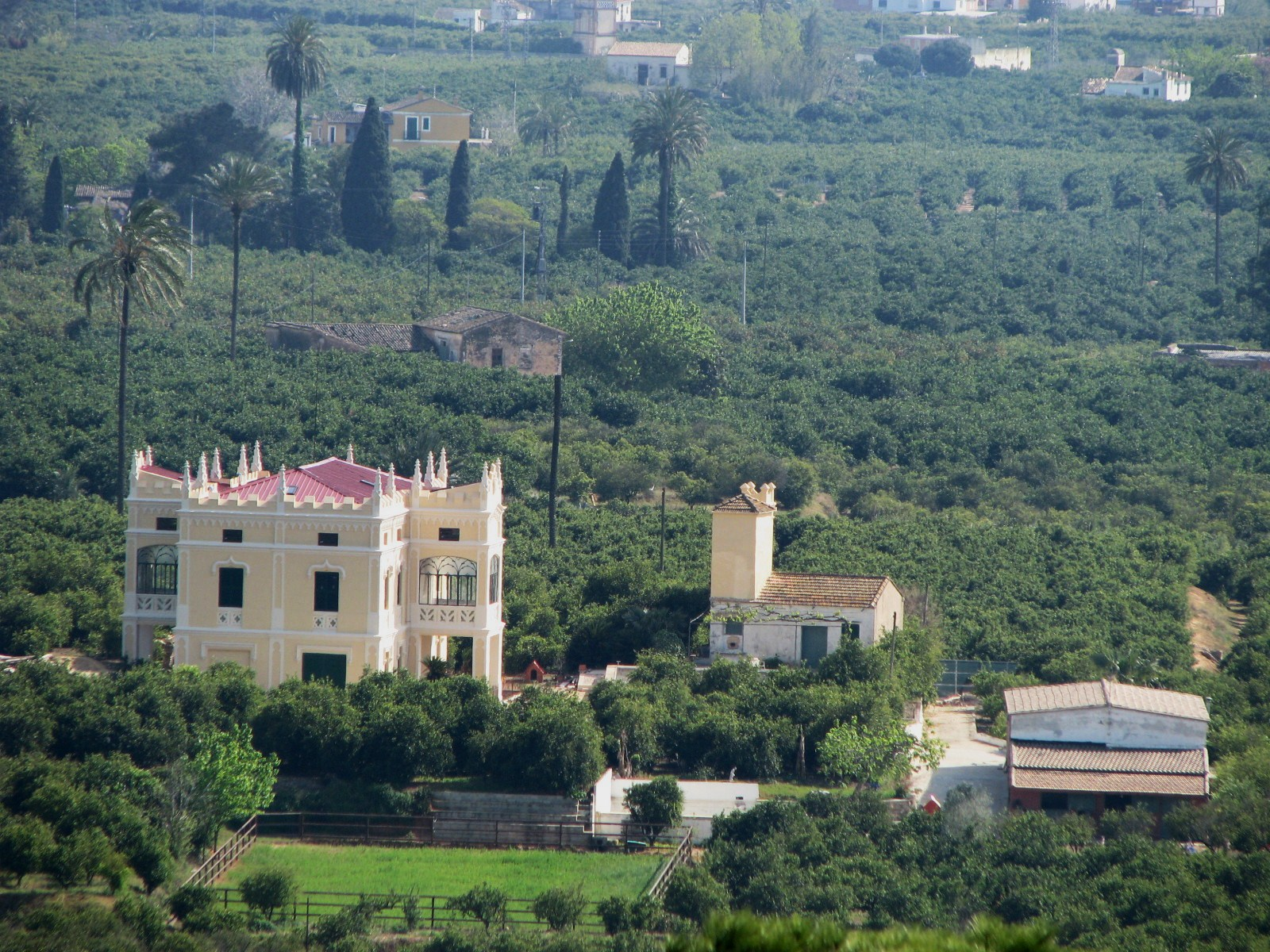
Cultivo hortícola de naranjos en el término municipal de Alcira, provincia de Valencia. Puede verse en la parte central de la imagen una construcción con la torre típica que sirve de entrada de la red eléctrica de alta tensión para el motor de riego que bombea agua del manto freático para el regadío de la zona.

En las zonas con escasas lluvias se suele extraer el agua subterránea por medio de pozos, los cuales abastecen miles de km de acequias o tuberías para convertir el secano en regadío. En La Comunidad Valenciana, el Motor de riego o simplemente Motor no hace referencia a una máquina para regar por aspersión (por ejemplo) sino a un pozo del que, con un motor eléctrico, se obtiene agua subterránea para alimentar acequias que distribuyen el agua por las partidas de regadío de la zona.

## Historia
Desde la Revolución Neolítica y, especialmente, en las civilizaciones del Medio Oriente, la obtención del agua subterránea siempre fue necesaria, por las limitaciones que presenta el clima seco.
- En un primer tiempo, se excavaba un pozo y se obtenía agua con un recipiente izado mediante una polea. Este primer sistema fue sustituido al introducir algún caballo u otro tipo de bestia que halaba la cuerda para subir el agua, sistema del que todavía existen algunos casos en áreas remotas de África y otras partes.
- En una segunda etapa se construyeron las primeras norias o ruedas hidráulicas, de las que aún quedan ejemplos milenarios en funcionamiento (aunque ya se encuentran prácticamente desaparecidos). La diferencia más importante entre una noria y una rueda hidráulica es que, por lo general, la noria se emplea para subir agua de un pozo mediante tracción de sangre, mientras que la rueda hidráulica ([1]) se usa para elevar el agua de un río hasta un punto más elevado, siendo el movimiento circular de la rueda impulsado por la propia corriente de agua.
- En Valencia, las primeras acequias de regadío fueron construidas por los romanos para abastecer de agua a pueblos y campos de cultivo. Pero fueron los árabes los que ampliaron y perfeccionaron estas técnicas de riego, hasta el punto de que muchos nombres relacionados son de origen árabe: azud (especie de barrera parcial de las aguas de los ríos que desvían parte de dichas aguas hacia las dos acequias de los lados, el propio nombre de acequia, el término ador, que significa turno de riego, arcaduz, aceña y algunos otros. Sin embargo debemos tener en cuenta que en muchos casos no se trata de aguas subterráneas (salvo contadas excepciones, como sucede en el río de los Ojos y en otras partes, en que el agua superficial procede de un pozo artesiano). Así, las mismas técnicas utilizadas en épocas primitivas para bombear agua se aplicaban tanto en el caso del agua subterránea, como en las corrientes superficiales.
- En muchos países, el bombeo de agua se hizo durante mucho tiempo, mediante molinos de viento, como es el caso de los Países Bajos, donde las corrientes de agua no tienen impulso suficiente para mover las ruedas hidráulicas y también en los Llanos colombo-venezolanos y en los ranchos del Oeste norteamericano.
- Con la Revolución Industrial, se necesitó un mayor abastecimiento de agua para riego, ya que la industrialización y el crecimiento de las ciudades exigía una mayor provisión de alimentos de origen agrícola, lo cual también resultaba favorecido por el desarrollo de las comunicaciones (la máquina de vapor que, con las vías férreas permitían un rápido suministro de alimentos a las ciudades). De hecho, las primeras bombas de riego en el siglo XIX (lo mismo que sucedió con las máquinas cosechadoras) eran movidas a vapor.

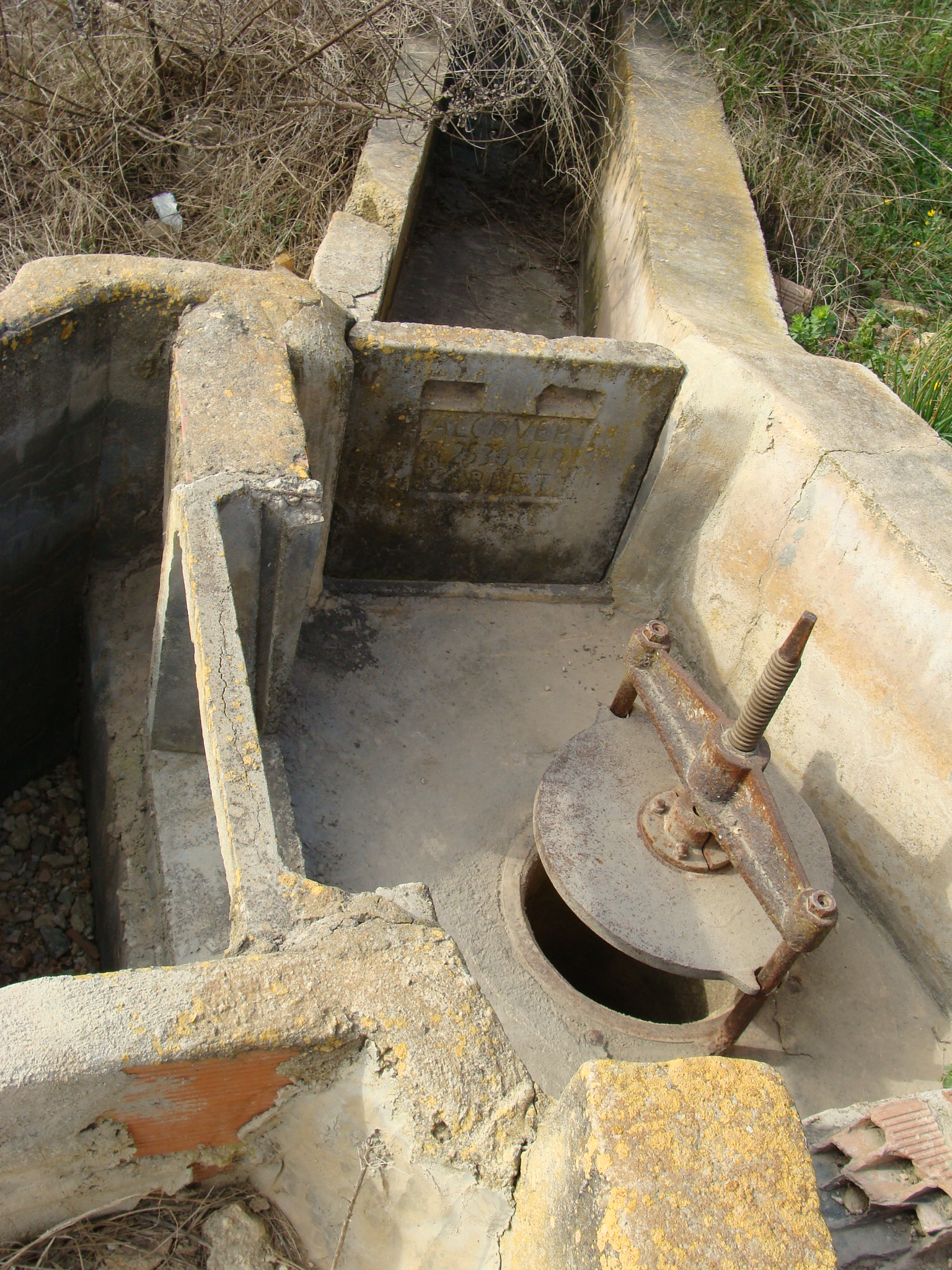
Sistema de riego abandonado debido a la implementación del riego por goteo, lindero entre los términos de Carlet y Catadau, provincia de Valencia

- Pero fue el motor eléctrico el que generó un enorme crecimiento de la superficie bajo riego durante el siglo XX. La puesta en valor de las tierras de secano generó el desarrollo de nuevas maquinarias y técnicas y, sobre todo, una bendición para el agricultor, que vio en poco tiempo (especialmente, a partir de la década de los 60 del siglo XX) como crecía su patrimonio y su nivel de vida.
- Sin embargo, a fines del siglo XX, la introducción del riego por goteo viene a significar la casi desaparición del riego por inundación, que se mantiene en casos específicos como el cultivo del arroz y de algunos cultivos hortícolas en los que debe evitarse la salinización excesiva de los suelos debido a la evaporación. La enorme ventaja del riego por goteo es el gran ahorro de agua que representa.